# Belize na Letnich Igrzyskach Olimpijskich 2000
Belize na Letnich Igrzyskach Olimpijskich 2000 reprezentowało 2 zawodników, 1 mężczyzna i 1 kobieta.

## Lekkoatletyka
- Jayson Jones - bieg na 200 m mężczyzn (odpadł w eliminacjach)
- Emma Wade - bieg na 100 m kobiet (odpadła w eliminacjach)